# Zapoteca
Zapoteca là một chi thực vật có hoa trong họ Đậu.

## Các loài
- Zapoteca aculeata (Benth.) H.M.Hern.
- Zapoteca alinae H.M.Hern.
- Zapoteca amazonica (Benth.) H.M.Hern.
- Zapoteca andina H.M.Hern.
- Zapoteca caracasana (Jacq.) H.M.Hern.
- Zapoteca costaricensis (Britton & Rose) H.M.Hern.
- Zapoteca filipes (Benth.) H.M.Hern.
- Zapoteca formosa (Kunth) H.M.Hern.
- Zapoteca lambertiana (G.Don) H.M.Hern.
- Zapoteca media (M.Martens & Galeotti) H.M.Hern
- Zapoteca microcephala (Britton & Killip) H.M.Hern.
- Zapoteca mollis (Standl.) H.M.Hern.
- Zapoteca nervosa (Urb.) H.M.Hern.
- Zapoteca portoricensis (Jacq.) H.M.Hern.
- Zapoteca ravenii H.M.Hern.
- Zapoteca scutellifera (Benth.) H.M.Hern.
- Zapoteca tehuana H.M.Hern.
- Zapoteca tetragona (Willd.) H.M.Hern.

## Hình ảnh

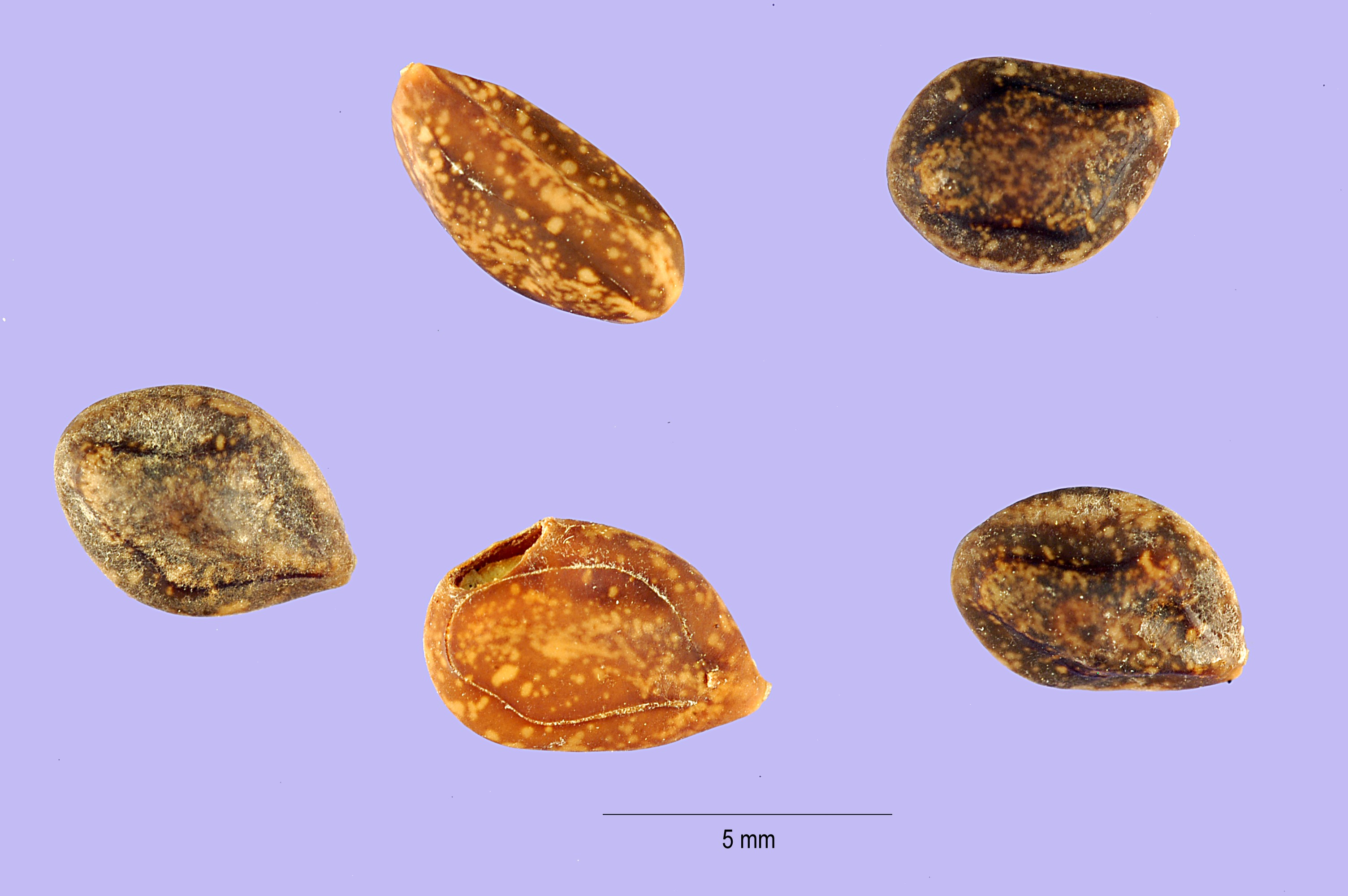